# Stenomacrus undulatus
Stenomacrus undulatus là một loài tò vò trong họ Ichneumonidae.